# Amúlio
Amúlio (em latim Amulius), na mitologia romana, era o filho de Procas e irmão de Numitor, rei de Alba Longa, a quem Amúlio destronou e assumiu o poder.
Segundo a lenda, Amúlio obriga Reia Sílvia sua sobrinha a servir como vestal; assim obrigava-a à castidade, impedindo-a de ter filhos que quisessem reconquistar o poder. Entretanto, seduzida por Marte, Reia Silvia deu à luz gêmeos, Rômulo e Remo, que logo após o nascimento foram atirados ao rio Tibre por ordem de Amúlio, mas eles sobrevivem, e quando crescidos Rômulo o mata.

## Descendência
A descendencia de Amúlio, é controversa alguns escritores mencionam que ele teve um filho e uma filha, sua filha se chamava Anto Silvia, e era  melhor amiga de Rhea Silvia, é possivel que Anto tenha se casado com um homem  chamado Marcellus, com quem teve um filho chamado Septmius Marcellus , a quem alguns autores dizer ter sido o marido de Rhea Silvia.